# Helena Podwysocka
Helena Podwysocka, z domu Pałasińska, primo voto Lepiarz (ur. 17 marca 1901 w Nowym Bródnie, zm. 16 marca 1967) – polska sędzia. Pierwsza w historii kobieta wykonująca ten zawód w Małopolsce.

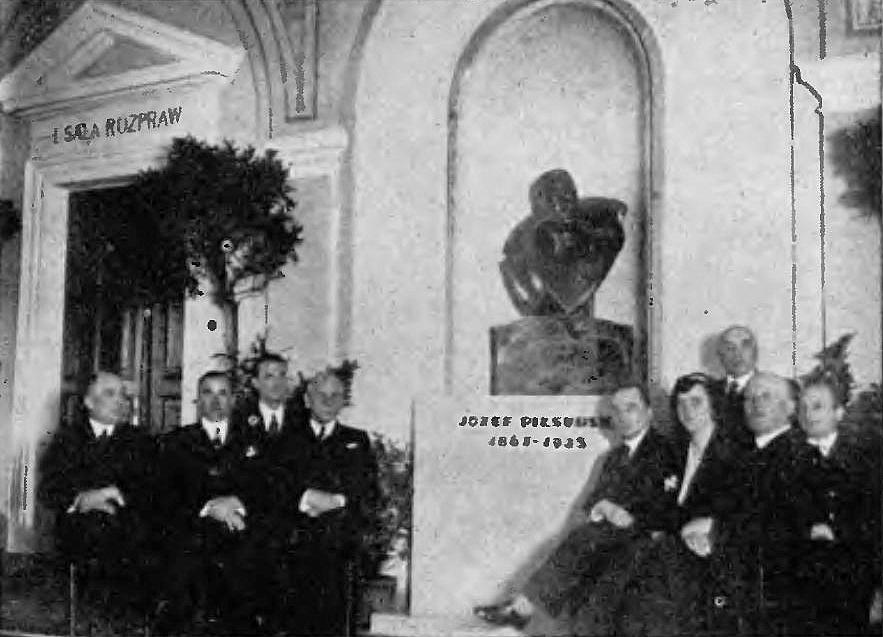
Helena Lepiarz (w grupie po prawej jako druga od lewej) podczas odsłonięcie popiersia Marszałka Józefa Piłsudskiego w gmachu Sądu Okręgowego we Lwowie w maju 1936. Obok m.in. Józef Chirowski, Juliusz Prachtel-Morawiański, Marian Zbrowski, Stanisław Dębicki, Lucjan Malicki

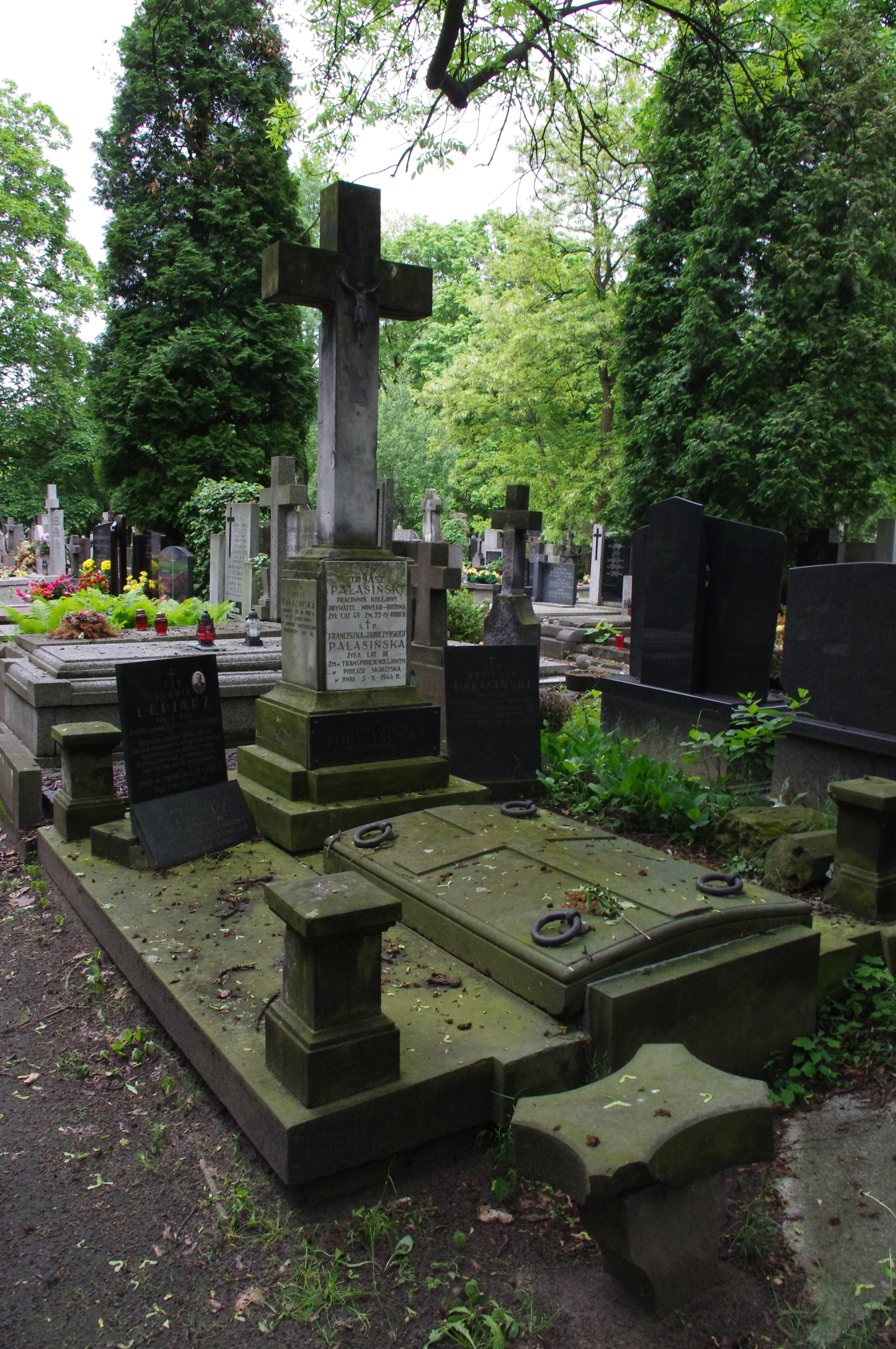
Grobowiec rodzinny Heleny Lepiarz Podwysockiej

## Życiorys
Urodziła się 17 marca 1901 w Nowym Bródnie (w jej akcie chrztu widnieje inna data - 28 marca 1901, która jest prawdopodobnie błędna). Była córką Tomasza Pałasińskiego i Franciszki z domu Jaroczyńskiej, miała trzech braci i siostrę.
Była uczennicą gimnazjum Leonii Rudzkiej w Warszawie, w 1919 zdała egzamin maturalny. Następnie pracowała przez ok. roku w Głównym Urzędzie Likwidacyjnym, później jako pracownik cywilny w wojsku. Działała w Polskim Białym Krzyżu.
W 1925 ukończyła studia prawnicze na Uniwersytecie Warszawskim. W kwietniu 1926 rozpoczęła aplikację sądową w okręgu Sądu Apelacyjnego w Warszawie. 29 stycznia 1927 poślubiła Ludwika Lepiarza. Egzamin sędziowski zdała w styczniu 1929, z wynikiem dobrym, jednak pierwszy wniosek o nominację asesorską złożony w lutym 1929 został odrzucony. Przyczyna tego była płeć kandydatki. Podjęła wówczas pracę w sekretariacie Sądu Apelacyjnego w Warszawie.
W maju 1929 weszła w skład komitetu organizacyjnego związku kobiet z wyższym wykształceniem prawniczym w Polsce jako oddziału Federation Internationale des Femmes Avocats et Diplomées en Droit w Paryżu. 13 stycznia 1930 została mianowana asesorem sądowym w okręgu Sądu Apelacyjnego w Warszawie i przydzielona do sekretariatu prezydialnego tegoż Sądu, była też sekretarzem Sądu Dyscyplinarnego i Komisji Dyscyplinarnej, a także prowadziła referat nominacji na aplikantów sądowych. Po zarejestrowaniu stowarzyszenia Polski Związek Kobiet z prawniczym wykształceniem w 1930 weszła w skład zarządu oraz udzielała się w jego sekretariacie. 
Od marca 1932 powierzono jej wykonywanie obowiązków sędziowskich w Sądzie Grodzkim dla Nieletnich w Warszawie, w wymiarze jednego dnia w tygodniu. Następnie, na skutek podania została przeniesiona na stanowisko asesora sądowego w okręgu Sądu Apelacyjnego we Lwowie z dniem 20 czerwca 1932 (przyczyną tego podania było objęcie przez jej męża funkcji szefa sztabu Dowództwa Okręgu Korpusu Nr VI we Lwowie). 3 października 1932 została mianowana przez Prezydenta RP na urząd sędziego grodzkiego (miejskiego) we Lwowie jako jedna z trzech kobiet wówczas mianowanych. Przysięgę złożyła 15 października 1932, zostając tym samym pierwszą kobietą wykonującą zawód sędziego w Małopolsce. Kierowała oddziałem XXXIII, który rozpoznawał sprawy karne przeciw nieletnim, sprawy sanitarne oraz sprawy dotyczące jakości produktów spożywczych w obrocie handlowym. Po samobójczej śmierci męża aresztowanego za współpracę z wywiadem sowieckim przeniosła się w 1937 do Warszawy, pracowała w tamtejszym Sądzie Grodzkim. W 1938 otrzymała brązowy Medal za Długoletnią Służbę.
Z małżeństwa z Ludwikiem Lepiarzem miała syna Andrzeja (żołnierz Zgrupowania Żubr, ps. „Miś”, poniósł śmierć w powstaniu warszawskim 30 września 1944 w wieku ok. 15 lat). W kwietniu 1939 poślubiła Mariana Podwysockiego.
Po zakończeniu II wojny światowej była sędzią Sądu Grodzkiego w Krakowie, skąd 10 grudnia 1945 została mianowana sędzią Sądu Okręgowego we Wrocławiu. Tego ostatniego stanowiska najprawdopodobniej jednak nie objęła.
Zmarła 16 marca 1967. Została pochowana w grobowcu rodzinnym na cmentarzu Bródnowskim w Warszawie (spoczął tam także Ludwik Lepiarz).